# Madison Scott
Madison Scott, pseudonimo di Crystal Hayden (Tempe, 13 luglio 1988), è un'ex attrice pornografica statunitense.

## Filmografia
- Gangbang My Face 3 (2007)
- Just Turned 18 5 (2007)
- Rookie Pussy 2 (2007)
- Throated 13 (2007)
- 18YearsOld.com 4 (2008)
- Anal Lesbian Sweethearts (2008)
- Barely Legal School Girls 4 (2008)
- Bubblegum Cuties 4 (2008)
- Cumcocktion (2008)
- Curfew (2008)
- Daddy Please Stop Fucking My Friends (2008)
- Filthy 3 (2008)
- Fresh Breed 5 (2008)
- Fresh Outta High School 12 (2008)
- I Fucked My Teacher (2008)
- Jesse Jane: Heat (2008)
- Mouth 2 Mouth 12 (2008)
- My Dirty Angels 11 (2008)
- My Personal Panties 1 (2008)
- Naughty Athletics 5 (2008)
- Pigtail Cuties 6 (2008)
- Smokin' Hot Blondes 1 (2008)
- Sticky Sweet (2008)
- Strap-On Sally 23 (2008)
- Swallow This 13 (2008)
- Teens Like It Big 1 (2008)
- Tera Patrick's Porn Star Pool Party (2008)
- Baby Got Boobs 2 (2009)
- Barely Legal All By Myself 3 (2009)
- Barely Legal Virgin Stories (2009)
- Bree's Big Screw Review (2009)
- Couples Seduce Teens 13 (2009)
- Fuck Team 5 3 (2009)
- Hardcore Circus (2009)
- I Am Eighteen 1 (2009)
- Jesse Jane: Atomic Tease (2009)
- MILF School 10 (2009)
- Not Married With Children XXX 1 (2009)
- Not Three's Company XXX (2009)
- Pure 18 7 (2009)
- Risque Moments (2009)
- Sex Toy Teens 3 (2009)
- Sideline Sluts: Cheerleader Confessions (2009)
- Small Town (2009)
- Stoya: Heat (2009)
- This Ain't The Partridge Family XXX (2009)
- TV's Greatest Parody Hits (2009)
- Wet Girlfriends (2009)
- White Trash (2009)
- Art of Desecration 1 (2010)
- Art of Desecration 2 (2010)
- Bad Girls 3 (2010)
- Barely Legal Babysitters 1 (2010)
- Big Tits at School 9 (2010)
- Busty Beauties: The A List 4 (2010)
- Device Bondage 9728 (2010)
- Device Bondage 9729 (2010)
- Device Bondage 9730 (2010)
- Dirty Works (2010)
- Exploited 18 5 (2010)
- Flynt Vault: Kagney Linn Karter (2010)
- Fucking Machines 10129 (2010)
- Fucking Machines 10130 (2010)
- Fucking Machines 10131 (2010)
- Guilty Pleasures 2 (2010)
- Interracial Gloryhole Initiations 4 (2010)
- Lil' Gaping Lesbians 3 (2010)
- Love in an Elevator (2010)
- Make Them Gag 5 (2010)
- New Celluloid Trash 1 (2010)
- New Celluloid Trash 2 (2010)
- Not Charlie's Angels XXX (2010)
- Old Enough to be Their Mother 9 (2010)
- Peter North's POV 27 (2010)
- Public Disgrace 10133 (2010)
- Riley Steele: So Fine (2010)
- Sex and Submission 8205 (2010)
- Sex and Submission 9799 (2010)
- This Ain't Dirty Jobs XXX (2010)
- This Ain't Star Trek XXX 2: The Butterfly Effect (2010)
- Tits To Die For 1 (2010)
- Young Guns (2010)
- Big Tits at School 12 (2011)
- Big Tits at Work 12 (2011)
- Big Tits in Uniform 3 (2011)
- Big Wet Butts 4 (2011)
- Broke Down Bitches 6 (2011)
- Deep Throat This 50 (2011)
- Driven To Ecstasy 3 (2011)
- Eat Some Ass 3 (2011)
- Her First Lesbian Sex 23 (2011)
- Lesbian Spotlight: Charley Chase (2011)
- Lesbian Spotlight: Jessica Jaymes (2011)
- Lesbian Spotlight: Madison Scott (2011)
- Lesbian Spotlight: Puma Swede (2011)
- M Is For Mischief 2 (2011)
- Pretty Filthy 3 (2011)
- Strip Searched 1 (2011)
- Surreal Sex 4 (2011)
- Taboo: Play Toys (2011)
- Tight Holes Big Poles 8 (2011)
- Horny Joe's Gym 4 (2012)
- I Am Charley Chase (2012)
- Jurassic Cock 4 (2012)
- Real Wife Stories 12 (2012)
- Bruce Lee XXX: A Porn Parody (2013)
- Doctor Adventures.com 16 (2013)
- Girl Time (2013)
- Girl You'll Be a Woman Soon (2013)
- Illicit Affairs (2013)
- Melina and Kagney's Perfect Tits (2013)
- My Father's Dirty Secrets (2013)
- My First Cream Pie (2013)
- So You Think You Can Squirt (2013)
- Tight Lil' Teen Sluts 3 (2013)
- Lesbian Slut Fest (2014)
- Self Service Baby (2014)